# Веслування на байдарках і каное на Європейських іграх 2023 — каное-двійки, 500 метрів (жінки)
Змагання з веслування на каное-двійках на дистанції 500 м серед жінок на Європейських іграх 2023 відбулися 21 - 22 червня 2023 року. Участь взяли 20 спортсменок з 10 країн.

## Призери
| Золото                               | Срібло                            | Бронза                             |
| Україна Людмила Лузан Валерія Терета | Іспанія Антіа Жаком Марія Корбера | Угорщина Гіада Брагато Б'янка Надь |

## Розклад
| Заїзд    | Дата      | Час   |
| -------- | --------- | ----- |
| Заїзд 1  | 21 червня | 10:40 |
| Заїзд 2  | 21 червня | 10:47 |
| Півфінал | 21 червня | 16:53 |
| Фінал    | 22 червня | 15:25 |

## Результати

### Заїзди
Перші три човни виходять до фіналу, решта - потрапляють до півфіналу. 
| Місце | Доріжка | Каноїстки                      | Країна    | Час      | Примітки |
| ----- | ------- | ------------------------------ | --------- | -------- | -------- |
| 1     | 3       | Антіа Жаком Марія Корбера      | Іспанія   | 1:58.285 | F        |
| 2     | 5       | Людмила Лузан Валерія Терета   | Україна   | 1:59.152 | F        |
| 3     | 4       | Ліза Ян Гед Клімке             | Німеччина | 2:01.212 | F        |
| 4     | 6       | Акселль Ренар Ежені Доранж     | Франція   | 2:01.498 | SF       |
| 5     | 7       | Деніса Рагова Мартіна Малікова | Чехія     | 2:12.353 | SF       |

| Місце | Доріжка | Каноїстки                       | Країна          | Час      | Примітки |
| ----- | ------- | ------------------------------- | --------------- | -------- | -------- |
| 1     | 5       | Гіада Брагато Б'янка Надь       | Угорщина        | 1:59.473 | F        |
| 2     | 7       | Данієла Кочу Марія Оларашу      | Молдова         | 2:00.433 | F        |
| 3     | 4       | Сільвія Щербинська Юлія Вальчак | Польща          | 2:02.226 | F        |
| 4     | 3       | Інес Пенетра Беатріз Фернандес  | Португалія      | 2:04.183 | SF       |
| 5     | 6       | Бетані Ґілл Кеті Рід            | Велика Британія | 2:06.410 | SF       |

### Півфінал[3]
Перші три човни виходять до фіналу, решта - завершують змагання. 
| Місце | Доріжка | Каноїстки                      | Країна          | Час      | Примітки |
| ----- | ------- | ------------------------------ | --------------- | -------- | -------- |
| 1     | 4       | Акселль Ренар Ежені Доранж     | Франція         | 2:03.952 | F        |
| 2     | 5       | Інес Пенетра Беатріз Фернандес | Португалія      | 2:05.618 | F        |
| 3     | 3       | Деніса Рагова Мартіна Малікова | Чехія           | 2:05.752 | SF       |
| 4     | 6       | Бетані Ґілл Кеті Рід           | Велика Британія | 2:07.485 | x        |

### Фінал[4]
| Місце | Доріжка | Каноїстки                       | Країна     | Час      | Примітки |
| ----- | ------- | ------------------------------- | ---------- | -------- | -------- |
| 1     | 3       | Людмила Лузан Валерія Терета    | Україна    | 1:58.233 |          |
| 2     | 5       | Антіа Жаком Марія Корбера       | Іспанія    | 1:58.506 |          |
| 3     | 4       | Гіада Брагато Б'янка Надь       | Угорщина   | 1:59.163 |          |
| 4     | 6       | Данієла Кочу Марія Оларашу      | Молдова    | 2:00.121 |          |
| 5     | 7       | Ліза Ян Гед Клімке              | Німеччина  | 2:01.121 |          |
| 6     | 2       | Сільвія Щербинська Юлія Вальчак | Польща     | 2:01.511 |          |
| 7     | 8       | Акселль Ренар Ежені Доранж      | Франція    | 2:02.301 |          |
| 8     | 1       | Інес Пенетра Беатріз Фернандес  | Португалія | 2:05.296 |          |
| 9     | 9       | Деніса Рагова Мартіна Малікова  | Чехія      | 2:09.849 |          |